# 台湾駐ソマリランド共和国代表処

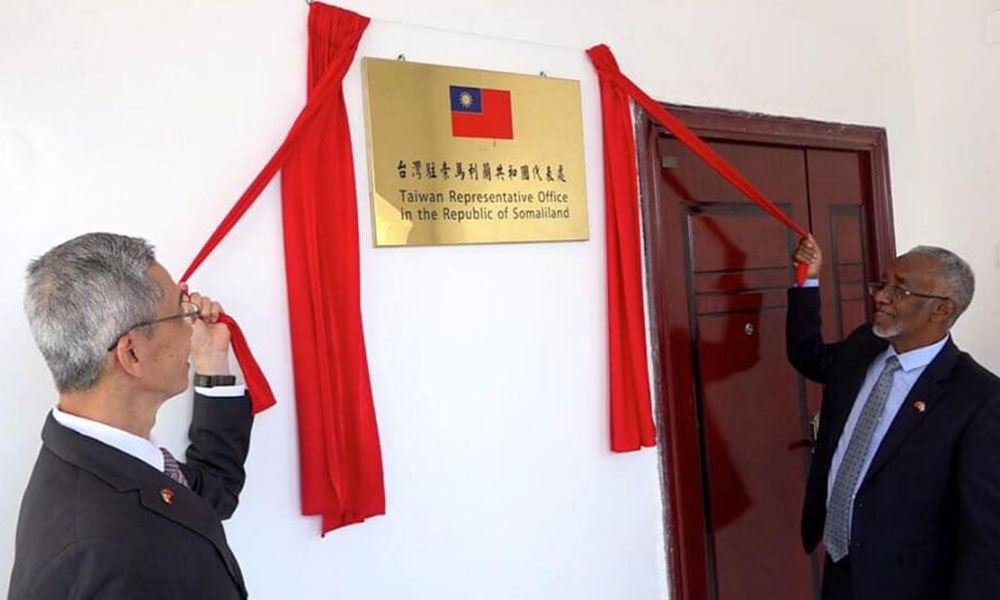
ソマリランドのハルゲイサにある中華民国（台湾）の駐在員事務所。

駐ソマリランド共和国台湾代表処（ちゅうソマリランドきょうわこくたいわんだいひょうしょ、繁体字中国語: 台灣駐索馬利蘭共和國代表處、ソマリ語: Xafiiska Wakiilka Taiwan ee Jamhuuriyadda Soomaaliya、アラビア語: مكتب تمثيل تايوان في جمهورية الصومال、英語: Taiwan Representative Office in the Republic of Somaliland）は、中華民国（台湾）がソマリランドの首都ハルゲイサに設置している代表処である。

## 歴史
2020年7月1日、中華民国政府はソマリランドとの間で、相互に代表機関を設置することを発表。
2020年8月17日、中華民国がハルゲイサに代表機関を開設。

## 住所
Sha'ab Area, Rd. No. 1, near Ministry of Endowment and Religious Affairs, Hargeisa

## 代表
2020年8月17日より、羅震華が代表を務めている。